# Rambai Kaca
Rambai Kaca is een bestuurslaag in het regentschap Lahat van de provincie Zuid-Sumatra, Indonesië. Rambai Kaca telt 1724 inwoners (volkstelling 2010).